# Brigitte Knopf

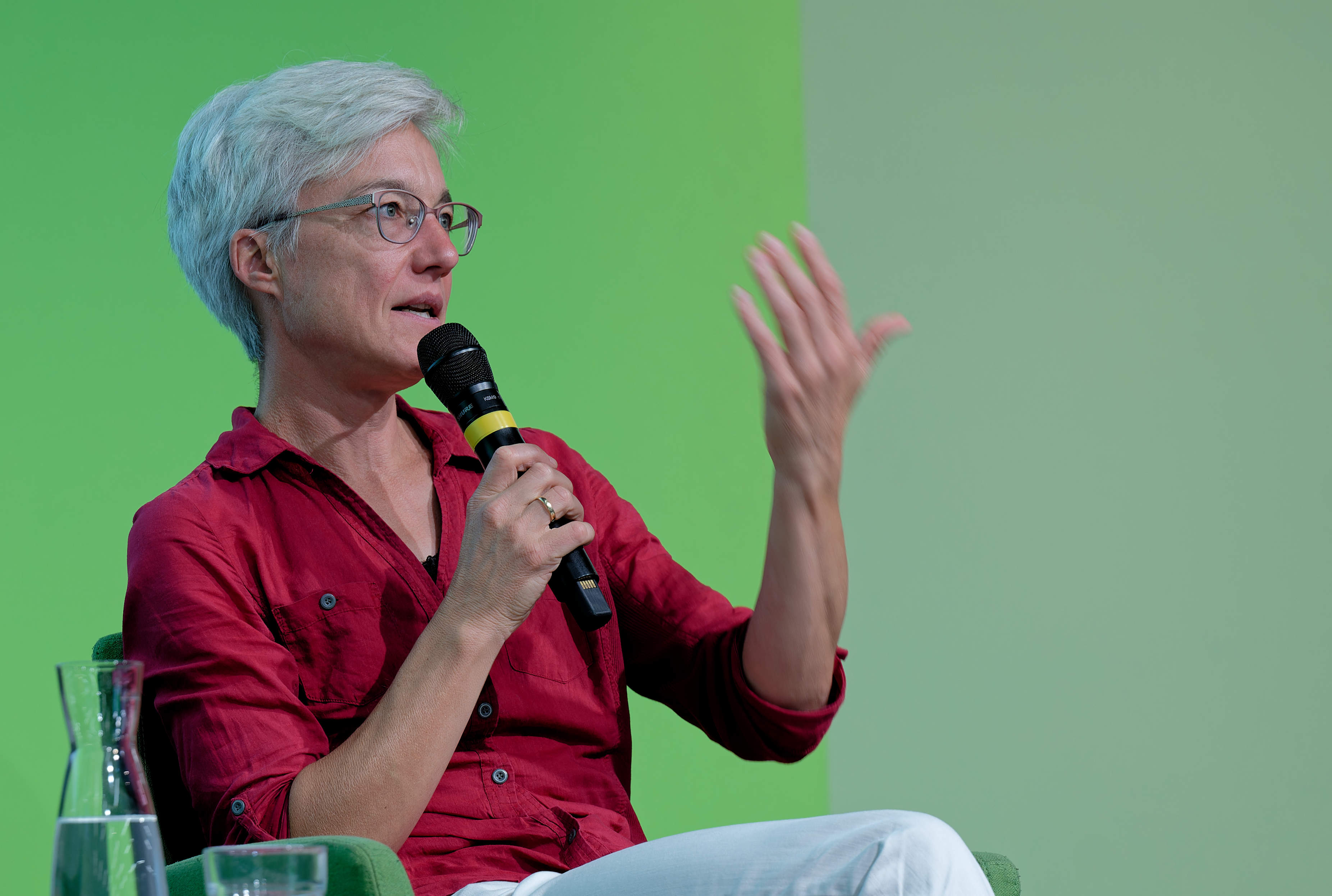
Brigitte Knopf, 2023

Brigitte Knopf (* 28. August 1973 in Bonn) ist promovierte Physikerin und Klimawissenschaftlerin. Sie war von 2015 bis 2023 Generalsekretärin des Mercator Research Institute on Global Commons and Climate Change und gründete 2024 den Thinktank Zukunft KlimaSozial, der Lösungen für eine klimaneutrale und sozial gerechte Zukunft erarbeitet. Seit dem 1. September 2020 ist sie Mitglied des von der Bundesregierung berufenen Expertenrats für Klimafragen.

## Werdegang
1993 legte Brigitte Knopf ihr Abitur als Jahrgangsbeste am Albert-Einstein-Gymnasium in Sankt Augustin ab. 1993 begann sie Physik mit der Spezialisierung Solarenergie an der Philipps-Universität Marburg zu studieren. Knopf schloss das Studium 1999 mit einem Diplom ab.
Von 1999 bis 2001 arbeitete Brigitte Knopf in der Forschung- und Entwicklungsabteilung der PHÖNIX SonnenWärme AG in Berlin. Ab 2001 bis 2006 war Knopf Doktorandin am Potsdam-Institut für Klimafolgenforschung (PIK). 2006 promovierte Brigitte Knopf an der Universität Potsdam. Ab 2007 bis 2014 arbeitet Brigitte Knopf als Wissenschaftlerin am PIK. Im Jahr 2014 begann ihre Tätigkeit für Mercator Research Institute on Global Commons and Climate Change (MCC), die 2023 endete. Im Jahr 2024 gründete sie den Thinktank Zukunft KlimaSozial, dessen Direktorin sie ist.

## Wirken
Knopf befasst sich zuletzt u. a. mit der Umsetzung des Pariser Übereinkommens. Außerdem ist sie mit der CO2-Bepreisung befasst, und damit wie diese dem Klimaschutz und der Finanzierung der Ziele für nachhaltige Entwicklung (SDGs) dienen kann.
In der öffentlichen Debatte um Auswege aus der Klimakrise setzt sich Knopf für eine Bepreisung des CO2-Ausstoßes ein. Sie fordert dabei eine nachhaltige Finanzreform in Deutschland und auf internationaler Ebene: „Neben dem Abbau von fossilen Subventionen muss eine solche Reform einen wirksamen CO2-Preis beinhalten.“ Sie argumentiert, dass die Einnahmen aus der CO2-Bepreisung zur Senkung anderer Steuern verwendet werden könnten.
Knopf war eine der Verfasserinnen des Fünften Sachstandsbericht des IPCC (2014). Sie war zudem eine der Verfasserinnen des Emissions Gap Report 2018.

## Veröffentlichungen (Auswahl)
- Brigitte Knopf: On intrinsic uncertainties in earth system modelling. Hrsg.: Universität Potsdam. Potsdam 2006, S. 120 (englisch, uni-potsdam.de [PDF] Dissertation, http://d-nb.info/982902050).
- Ottmar Edenhofer, Brigitte Knopf u. a.: The economics of low stabilization: model comparison of mitigation strategies and costs. In: The Energy Journal. 2010, S. 11–48, JSTOR:41323490
- Brigitte Knopf (Mitwirkende): Der Einstieg in den Ausstieg. energiepolitische Szenarien für einen Atomausstieg in Deutschland (Studie). Friedrich-Ebert-Stiftung e. V. (FES), Bonn 2011, ISBN 978-3-86872-820-0 (mcc-berlin.net [PDF]).
- Brigitte Knopf und Jiang Kejun: Germany and China take the lead. In: Science. Band 358, Nr. 6363, 2017, doi:10.1126/science.aar2525
- Sabine Fuss, Brigitte Knopf u. a.: A Framework for Assessing the Performance of Cap-and-Trade Systems: Insights from the European Union Emissions Trading System. In: Review of Environmental Economics and Policy. Band 12, Nr. 2, 2018, S. 220–241, doi:10.1093/reep/rey010